# 安乐郡 (唐朝)
安乐郡，中国唐朝时设置的郡。
唐玄宗天宝元年（742年），改岩州置安乐郡，治所在安乐县（今广西贵港市木梓镇）。下辖安乐县、石岩县（今广西玉林市城隍镇）、思封县（今广西浦北县平睦镇）、高城县（今广西浦北县寨圩镇）。唐肃宗至德二载（757年），因为安禄山之乱，改安乐郡安乐县为常乐郡常乐县。乾元元年（758年）改常乐郡置岩州。